# 457 v. Chr.
Portal Geschichte | Portal Biografien | Aktuelle Ereignisse | Jahreskalender | Tagesartikel

◄ |
6. Jahrhundert v. Chr. |
5. Jahrhundert v. Chr. |
4. Jahrhundert v. Chr. |
►

◄ | 470er v. Chr. | 460er v. Chr. | 450er v. Chr. | 440er v. Chr. |
430er v. Chr. |
►

◄◄ | ◄ | 460 v. Chr. | 459 v. Chr. | 458 v. Chr. | 457 v. Chr. |
456 v. Chr. |
455 v. Chr. |
454 v. Chr. |
► |
►►

## Ereignisse

### Politik und Weltgeschehen
- Der Erste Peloponnesische Krieg zwischen Athen und Sparta beginnt.
- In der Schlacht von Tanagra besiegen die Spartaner das athenische Heer und marschieren anschließend wieder nach Hause.
- Athen formiert sich daraufhin neu und besiegt in der Schlacht von Oinophyta die mit den Spartanern verbündeten Böotier.

### Religion und Kultur
- 457 oder 456 v. Chr.: Der Zeustempel in Olympia wird fertiggestellt.